# نمی‌تونی انجامش بدی (فیلم ۲۰۲۳)
نمی‌تونی انجامش بدی (انگلیسی: You won't be able to do it) (به هندی: Tumse Na Ho Payega) فیلم هندی درام کمدی هندی-زبان است که در سال ۲۰۲۳ به نمایش درآمد، این فیلم توسط نیتش تیواری، نیکیل مهروترا و وارون آگاروال به نگارش درآمده بود و کارگردانی آن بر عهده آبیشک سینها بود. تهیه‌کنندگان فیلم فاکس استار استودیوز، رونی اسکروالا، سیدارت روی کاپور، آشوینی آیر تیواری و نیتش تیواری می‌باشند. بازیگران اصلی ایشواک سینگ، ماهیما ماکوانا، گاوراو پاندی، گورپریت ساینی و کاران جوتوانی هستند.
فیلم در روز ۲۹ سپتامبر ۲۰۲۳ از طریق دیزنی پلاس هات‌استار به نمایش درآمد.